# Lijst van slavernijmonumenten in Nederland
Dit is een lijst van slavernijmonumenten in Nederland. 
| Naam                                 | Locatie                        | Gemeente       | Kunstenaar           | Onthulling   | Afbeelding                           |  |
| ------------------------------------ | ------------------------------ | -------------- | -------------------- | ------------ | ------------------------------------ |  |
| Nationaal monument slavernijverleden | Oosterpark                     | Amsterdam      | Erwin de Vries       | 1 juli 2002  | Nationaal monument slavernijverleden |  |
| Levensboom, Monument van Besef       | Surinameplein                  | Amsterdam      | Henry Renfurm        | 30 juni 2003 | Levensboom, Monument van Besef       |  |
| Zeeuws Slavernijmonument             | Balans                         | Middelburg     | Hedi Bogaers         | 2 juli 2005  | Slavernijmonument Middelburg         |  |
| Rotterdams Slavernijmonument         | Lloydkade                      | Rotterdam      | Alex da Silva        | 16 juni 2013 | Slavernijmonument Rotterdam          |  |
| Slavernijmonument Hoofddorp          | hoek Kruisweg - Boslaan        | Haarlemmermeer |                      | 1 juli 2018  |                                      |  |
| Tilburgs Slavernijmonument           | Burgemeester Stekelenburgplein | Tilburg        | Dedden & Keizer      | 1 juli 2022  | Slavernijmonument (Tilburg)          |  |
| Monument van Vlucht en Verzet        | Griftpark                      | Utrecht        | Patricia Kaersenhout | 30 juni 2023 |                                      |  |
| Slavernijmonument Almere             | Mandelaplein                   | Almere         | Patrick Mezas        | 1 juli 2023  |                                      |  |
| Slavernijmonument Den Haag           | Lange Voorhout                 | Den Haag       | Buhlebezwe Siwani    | 30 juni 2025 |                                      |  |